# زمین‌لرزه ۲۸ مه ۱۹۴۸ پرو
زمین‌لرزه پرو در تاریخ ۲۸ مه ۱۹۴۸ میلادی، برابر با ‎۷ خرداد ۱۳۲۷، ساعت ۵:۳۶:۱۶ به زمان یوتی‌سی در پرو رخ داد. ژرفای این زلزله ۶۰ کیلومتر بود. بزرگی آن ۷ در مقیاس ریشتر اعلام شده‌است. زمین‌لرزه به وقت محلی در روز جمعه، ساعت ۰ روی داده و منطقه زمانی آن یوتی‌سی -۵ بوده‌است.
سازمان زمین‌شناسی آمریکا نیز جای این زمین‌لرزه را در مختصات ۱۳°۰۶′جنوبی ۷۶°۱۲′غربی / ۱۳٫۱°جنوبی ۷۶٫۲°غربی و بزرگی آنرا برابر با ۶٫۸ در مقیاس ریشتر اعلام کرده‌است. ژرفای گزارش شده از سوی این سازمان ۵۵ کیلومتر می‌باشد.
شمار کشتگان زلزله حدود ۴ نفر بوده‌است.